# Saint-Pierre-sur-Erve
Saint-Pierre-sur-Erve – miejscowość i gmina we Francji, w regionie Kraj Loary, w departamencie Mayenne.
Według danych na rok 1990 gminę zamieszkiwało 129 osób, a gęstość zaludnienia wynosiła 13 osób/km² (wśród 1504 gmin Kraju Loary Saint-Pierre-sur-Erve plasuje się na 1103. miejscu pod względem liczby ludności, natomiast pod względem powierzchni na miejscu 1011.).